# Widerrufsliste
Kennzeichen moderner DRM-Systeme ist nicht nur, dass sie die eigentlichen Daten ebenso wie die Berechtigungen dafür, was mit den Daten getan werden darf, verschlüsseln, sondern zudem, dass sie durch sogenannte Widerrufslisten für die Wiedergabe geeignete Geräte nachträglich sperren können.
Die Ursache dafür liegt in der Tatsache, dass
- jedes Verschlüsselungssystem geknackt werden kann und
- oftmals bei der Einführung eines DRM-Systems nicht an alle Stellen gedacht wird, von denen man die geschützten Inhalte aus nutzen und das System umgehen kann.

Ziel einer Widerrufsliste ist es damit, dem Hacker, der versucht ein DRM-System durch Brechen der Authentifizierung oder der Verschlüsselung zu kompromittieren und sich so unberechtigten Zugang zu geschützten Inhalten zu verschaffen eine Waffe entgegenzusetzen, indem man die kompromittierten Systeme individuell sperren kann.
Über eine Widerrufsliste können zum Beispiel komplette Geräteserien gesperrt werden, wenn sich etwa herausstellt, dass eine bestimmte Produktrevision anfällig für Manipulationen ist.
Ungeklärt sind in solchen Fällen vielfach Haftungsfragen, da eine Sperrung ein Gerät praktisch entwertet.

## Realisierung
Eine Widerrufsliste arbeitet nur wirksam, wenn sie Teil des DRM ist. Das bedeutet: Entweder muss eine ältere Version des DRM durch eine neuere ersetzt werden (dies kann der Rechteinhaber bewirken, indem z. B. Musikstücke oder Videos bereitgestellt werden, die eine bestimmte, fortgeschrittenere Version des DRM erfordern), oder es muss bereits wie bei AACS von Anfang an eingeplant sein.
Ebenso ist es sinnvoll (aber nicht unbedingt nötig), wenn das DRM die Geräte nicht nur anhand eines Typs, sondern individuell anhand einer Seriennummer identifizieren kann; dies verhindert, dass von der Sperrung Unbeteiligte getroffen werden, die nur das Pech hatten, ein baugleiches Gerät wie der Hacker zu besitzen.
Wenn auf der Widerrufsliste Geräte-IDs auftauchen, die gesperrt sind, kontrolliert das DRM-System vor Beginn der Wiedergabe, ob die Wiedergabekette eines der indizierten Geräte aufweist. Ist dies der Fall, hängt es von den Maßnahmen innerhalb des DRM ab, die für einen solchen Fall definiert sind. Hier kann z. B. ein Hinweis an den Benutzer erfolgen, dass die geschützten Inhalte nicht abgespielt werden können oder es ist möglich, dass das Abspielen mit eingeschränkter Qualität möglich ist.

## Beispiele
Das DRM-System der DVD basiert darauf, dass die Inhalte geschützter DVDs mit dem sogenannten Content Scramble System CSS verschlüsselt werden. Um CSS-DVDs abspielen zu können, müssen die DVD-Player bestimmte Kriterien erfüllen, so müssen z. B. sogenannte User Operation Prohibitions beachtet werden und wenn der Inhalt der DVD es wünscht, müssen Störsignale eine Aufzeichnung des Videosignals durch einen VHS-Recorder blockieren. Eine Widerrufsliste war hier nicht vorgesehen, allerdings gibt es auf jeder CSS-verschlüsselten DVD einen sogenannten Schlüsselblock, der eine große Anzahl von Medienschlüsseln enthält. Zu jedem lizenzierten Player passt nun einer dieser Schlüssel, und die Idee zur Realisierung eines Widerrufs war es, die Schlüssel von kompromittierten Playern auf DVD-Neuerscheinungen einfach wegzulassen, um diese von der Wiedergabe zumindest der neueren DVDs auszuschließen.
Realisiert wurde das bei der DVD allerdings auch nach dem sogenannten CSS-Hack nicht, weil dieser in letzter Konsequenz dazu führte, dass sowohl das Verschlüsselungsverfahren als auch die Schlüsselberechnung publik wurden: Damit war CSS komplett kompromittiert und nur ein völliger Austausch des Verschlüsselungsverfahrens hätte noch den Kopierschutz sicherstellen können, dann wären aber neuere DVDs auch auf alten, im Grunde nicht kompromittierten Geräten nicht mehr lauffähig gewesen.
Bei der HD-DVD soll dagegen auf jeder Disc eine Widerrufsliste gespeichert werden, die der Player vor der Wiedergabe auslesen muss. Findet er Komponenten aus dieser Liste in der Wiedergabekette, so darf die Wiedergabe vermutlich nur noch in SD-Qualität erfolgen. Ob der Player diese Liste speichern muss und sie somit für alle weiteren Wiedergaben auch älterer HD-DVDs gelten wird, ist ebenfalls ungewiss, aber sehr wahrscheinlich.
Das für die Sicherung von hochauflösenden Videosignalen spezifizierte HDCP sieht die Entscheidung eines amerikanischen Gerichts im Bundesstaat Washington (Sitz von HDCP-Miterfinder Intel ist die Stadt Seattle im Staat Washington) als Grundlage für eine Sperrung eines Gerätes per Widerrufsliste vor.